# Форминьи
Форминьи́ (фр. Formigny) — коммуна во Франции, находится в регионе Нижняя Нормандия. Департамент коммуны — Кальвадос. Входит в состав кантона Тревьер. Округ коммуны — Байё.
Код INSEE коммуны — 14281.

## Население
Население коммуны на 2010 год составляло 257 человек.
| 1962 | 1968 | 1975 | 1982 | 1990 | 1999 | 2010 |
| ---- | ---- | ---- | ---- | ---- | ---- | ---- |
| 324  | 299  | 256  | 241  | 233  | 244  | 257  |

## Экономика
В 2010 году среди 165 человек трудоспособного возраста (15—64 лет) 117 были экономически активными, 48 — неактивными (показатель активности — 70,9 %, в 1999 году было 76,6 %). Из 117 активных жителей работали 106 человек (56 мужчин и 50 женщин), безработных было 11 (8 мужчин и 3 женщины). Среди 48 неактивных 15 человек были учениками или студентами, 20 — пенсионерами, 13 были неактивными по другим причинам.